# 9258 Johnpauljones
9258 Johnpauljones (2137 T-2) là một tiểu hành tinh vành đai chính.